# ترم (مجارستان)
ترم (به مجاری:  Terem) یک منطقهٔ مسکونی در مجارستان است که در سابولچ-ساتمار-برگ واقع شده‌است. ترم ۴۹٫۵۱ کیلومتر مربع مساحت و ۶۹۸ نفر جمعیت دارد.